# Chaetosisyrops montanus
Chaetosisyrops montanus är en tvåvingeart som beskrevs av Townsend 1912. Chaetosisyrops montanus ingår i släktet Chaetosisyrops och familjen parasitflugor.
Artens utbredningsområde är Peru. Inga underarter finns listade i Catalogue of Life.